# Troublemaker (Taio Cruz)
Troublemaker è un brano musicale del cantante britannico Taio Cruz, estratto come secondo singolo dal suo terzo album studio TY.O. Il brano è scritto e prodotto da Cruz, Steve Angello, Rami Yacoub e Carl Falk, ed è stato pubblicato il 1º gennaio 2012.

## Tracce
CD singolo
1. Troublemaker – 3:40
2. Troublemaker (DJ Wonder Remix) – 4:27

Download digitale
1. Troublemaker – 3:40
2. Troublemaker (DJ Wonder Remix) – 4:27
3. Troublemaker (Vato Gonzalez Remix) – 5:04
4. Troublemaker (JWLS Remix) – 5:51

## Classifiche
| Classifica (2012) | Posizione più alta |
| ----------------- | ------------------ |
| Austria           | 23                 |
| Germania          | 6                  |
| Irlanda           | 18                 |
| Lussemburgo       | 7                  |
| Scozia            | 2                  |
| Svizzera          | 31                 |
| Regno Unito       | 3                  |